# Bloomfield (Vermont)
Bloomfield és una població dels Estats Units a l'estat de Vermont. Segons el cens del 2000 tenia 261 habitants.

## Demografia
Segons el cens del 2000, Bloomfield tenia 261 habitants, 101 habitatges, i 75 famílies. La densitat de població era de 2,5 habitants per km².
Dels 101 habitatges en un 34,7% hi vivien nens de menys de 18 anys, en un 61,4% hi vivien parelles casades, en un 6,9% dones solteres, i en un 25,7% no eren unitats familiars. En el 23,8% dels habitatges hi vivien persones soles el 13,9% de les quals corresponia a persones de 65 anys o més que vivien soles. El nombre mitjà de persones vivint en cada habitatge era de 2,58 i el nombre mitjà de persones que vivien en cada família era de 3,03.
Per edats la població es repartia de la següent manera: un 27,2% tenia menys de 18 anys, un 4,2% entre 18 i 24, un 29,9% entre 25 i 44, un 23,8% de 45 a 60 i un 14,9% 65 anys o més.
L'edat mediana era de 39 anys. Per cada 100 dones de 18 o més anys hi havia 108,8 homes.
La renda mediana per habitatge era de 33.500 $ i la renda mediana per família de 39.167 $. Els homes tenien una renda mediana de 27.708 $ mentre que les dones 20.357 $. La renda per capita de la població era de 17.224 $. Entorn del 3,2% de les famílies i el 4% de la població estaven per davall del llindar de pobresa.